# Finales de la NBA de 1968
Las Finales de la NBA de 1968 fueron las series definitivas de los playoffs de 1968 y suponían la conclusión de la temporada 1967-68 de la NBA, con victoria de Boston Celtics, campeón de la Conferencia Este, sobre Los Angeles Lakers, campeón de la Conferencia Oeste, consiguiendo los Celtics su décimo en 12 temporadas. El enfrentamiento reunió a 7 futuros miembros del Basketball Hall of Fame, 4 jugadores de los Celtics y 3 de los Lakers.

## Resumen
| Partido | Fecha       | Equipo local | Resultado | Equipo visitante |
| ------- | ----------- | ------------ | --------- | ---------------- |
| 1       | 21 de abril | Boston       | 107-101   | Los Angeles      |
| 2       | 24 de abril | Boston       | 113-123   | Los Angeles      |
| 3       | 26 de abril | Los Angeles  | 119-127   | Boston           |
| 4       | 28 de abril | Los Angeles  | 119-105   | Boston           |
| 5       | 30 de abril | Boston       | 120-117   | Los Angeles      |
| 6       | 2 de mayo   | Los Angeles  | 109-124   | Boston           |

Celtics gana las series 4-2

## Enfrentamientos en temporada regular
Durante la temporada regular, los Lakers y los Celtics se vieron las caras en siete ocasiones (la liga la formaban entonces 12 equipos), jugando cuatro encuentros en el Boston Garden y otros tres en The Forum. La ventaja era de los Celtics, que habían conseguido ganar en cuatro ocasiones, aunque los Lakers ganaron las tres últimas, dos de ellas como visitante.
| 3 de noviembre | Los Angeles Lakers | 104–105 | Boston Celtics |                                 |
|                |                    |         |                |                                 |
|                |                    |         |                | Pabellón: Boston Garden, Boston |

| 1 de diciembre | Los Angeles Lakers | 119–123 | Boston Celtics |                                 |
|                |                    |         |                |                                 |
|                |                    |         |                | Pabellón: Boston Garden, Boston |

| 17 de diciembre | Boston Celtics | 123–117 | Los Angeles Lakers |                                  |
|                 |                |         |                    |                                  |
|                 |                |         |                    | Pabellón: The Forum, Los Ángeles |

| 3 de enero | Boston Celtics | 113–103 | Los Angeles Lakers |                                  |
|            |                |         |                    |                                  |
|            |                |         |                    | Pabellón: The Forum, Los Ángeles |

| 26 de enero | Los Angeles Lakers | 118–112 | Boston Celtics |                                 |
|             |                    |         |                |                                 |
|             |                    |         |                | Pabellón: Boston Garden, Boston |

| 11 de febrero | Los Angeles Lakers | 141–104 | Boston Celtics |                                 |
|               |                    |         |                |                                 |
|               |                    |         |                | Pabellón: Boston Garden, Boston |

| 21 de febrero | Boston Celtics | 117–122 | Los Angeles Lakers |                                  |
|               |                |         |                    |                                  |
|               |                |         |                    | Pabellón: The Forum, Los Ángeles |

## Resumen de los partidos
| 21 de abril                   | Los Angeles Lakers                                          | 101–107              | Boston Celtics                                                |                                                                               |  |  |
|                               | Parciales: 28–29, 33–19, 24–33, 16–26                       |                      |                                                               |                                                                               |  |  |
|                               | Estadísticas Jerry West 25 Darrall Imhoff 14 Archie Clark 5 | Reporte Pts Reb Asts | Estadísticas Bailey Howell 20 Bill Russell 25 John Havlicek 8 | Pabellón: Boston Garden, Boston, Massachusetts Asistencia: 9,546 espectadores |  |  |
| Boston lidera las series, 1–0 |                                                             |                      |                                                               |                                                                               |  |  |
|                               |                                                             |                      |                                                               |                                                                               |  |  |

| 24 de abril           | Los Angeles Lakers                                           | 123–113              | Boston Celtics                                               |                                                                                |  |  |
|                       | Parciales: 28–27, 26–27, 36–27, 33–32                        |                      |                                                              |                                                                                |  |  |
|                       | Estadísticas Jerry West 35 Darrall Imhoff 11 Erwin Mueller 7 | Reporte Pts Reb Asts | Estadísticas John Havlicek 24 Bill Russell 24 Bill Russell 5 | Pabellón: Boston Garden, Boston, Massachusetts Asistencia: 14,780 espectadores |  |  |
| Series empatadas, 1–1 |                                                              |                      |                                                              |                                                                                |  |  |
|                       |                                                              |                      |                                                              |                                                                                |  |  |

| 26 de abril                   | Boston Celtics                                               | 127–119              | Los Angeles Lakers                                      |                                                                            |  |  |
|                               | Parciales: 36–28, 33–34, 34–25, 24–32                        |                      |                                                         |                                                                            |  |  |
|                               | Estadísticas John Havlicek 27 Bill Russell 16 Bill Russell 9 | Reporte Pts Reb Asts | Estadísticas Jerry West 33 Elgin Baylor 18 Jerry West 9 | Pabellón: The Forum, Inglewood, California Asistencia: 17,011 espectadores |  |  |
| Boston lidera las series, 2–1 |                                                              |                      |                                                         |                                                                            |  |  |
|                               |                                                              |                      |                                                         |                                                                            |  |  |

| 28 de abril           | Boston Celtics                                                | 105–118              | Los Angeles Lakers                                            |                                                                            |  |  |
|                       | Parciales: 21–26, 23–26, 31–28, 30–38                         |                      |                                                               |                                                                            |  |  |
|                       | Estadísticas Bailey Howell 24 Bill Russell 22 John Havlicek 8 | Reporte Pts Reb Asts | Estadísticas Jerry West 38 Darrall Imhoff 20 Darrall Imhoff 6 | Pabellón: The Forum, Inglewood, California Asistencia: 17,147 espectadores |  |  |
| Series empatadas, 2–2 |                                                               |                      |                                                               |                                                                            |  |  |
|                       |                                                               |                      |                                                               |                                                                            |  |  |

| 30 de abril                   | Los Angeles Lakers                                                 | 117–120              | Boston Celtics                                                |                                                                                |  |  |
|                               | Parciales: 20–34, 34–22, 18–30, 36–22 (T.E.: 9–12)                 |                      |                                                               |                                                                                |  |  |
|                               | Estadísticas Jerry West 35 Elgin Baylor 15 Baylor, West 6 cada uno | Reporte Pts Reb Asts | Estadísticas John Havlicek 31 Bill Russell 25 John Havlicek 8 | Pabellón: Boston Garden, Boston, Massachusetts Asistencia: 14,780 espectadores |  |  |
| Boston lidera las series, 3–2 |                                                                    |                      |                                                               |                                                                                |  |  |
|                               |                                                                    |                      |                                                               |                                                                                |  |  |

| 2 de mayo                   | Boston Celtics                                                | 124–109              | Los Angeles Lakers                                        |                                                                            |  |  |
|                             | Parciales: 35–28, 35–22, 24–28, 30–31                         |                      |                                                           |                                                                            |  |  |
|                             | Estadísticas John Havlicek 40 Bill Russell 19 John Havlicek 7 | Reporte Pts Reb Asts | Estadísticas Elgin Baylor 28 Mel Counts 25 Elgin Baylor 6 | Pabellón: The Forum, Inglewood, California Asistencia: 17,392 espectadores |  |  |
| Boston gana las series, 4–2 |                                                               |                      |                                                           |                                                                            |  |  |
|                             |                                                               |                      |                                                           |                                                                            |  |  |

Tras caer en las finales de la Conferencia Este el año anterior, casi todo el mundo daba por acabado el ciclo de los Celtics, y más aún cuando el la temporada regular finalizaron en segunda posición, a 8 partidos de sus verdugos el año anterior, los Philadelphia 76ers, que tenían al MVP de la liga, Wilt Chamberlain. K.C. Jones se había retirado al finalizar la anterior campaña, para iniciar su carrera como entrenador, mientras que Larry Siegfried ocupaba su puesto entre los hombres bajos. El trío de hombres altos lo formaban de inicio Satch Sanders, Bill Russell y Bailey Howell, mientras que John Havlicek realizaba funciones de base y alero. En los Sixers sufrían las bajas por lesión de dos jugadores importantes, Billy Cunningham y Lucious Jackson, mientras que Chamberlain arrastraba molestias en el dedo gordo de su pie, que no le impidieron jugar.
La serie estuvo a punto de ser aplazada, ya que un día antes del comienzo fue asesinado Martin Luther King. Incluso las grandes estrellas de los dos equipos, Russell y Chamberlain se reunieron la tarde del partido para hablar de ello, y hasta se votó internamente en los equipos, decidiendo finalmente jugarse, aunque el segundo partido se retrasó del domingo al miércoles para rendir homenaje a King. Se llegó al séptimo partido, y en los últimos segundos, con los Celtics ganando por 2, Chet Walker lanzó a canasta para empatar el partido, pero fue taponado por Russell, Hal Greer cogió el rebote en ataque, pero su lanzamiento no entró, acabando el partido 100-96 a favor de los Celtics.
En la Conferencia Oeste, los Lakers llegaron de una forma más plácida a las finales, barriendo a San Francisco Warriors en la final de conferencia, quienes sorprendentemente se habían deshecho de los líderes de la conferencia en la temporada regular, St. Louis Hawks, en la ronda previa. La principal novedad del equipo californiano estaba en el banquillo, donde Butch van Breda Kolff había llegado al equipo para sustituir a Fred Schaus. El juego ofensivo de los Lakers seguía basado en sus dos estrellas, Jerry West y Elgin Baylor.
Las series se iniciaron en el Boston Garden, y en el primer partido los locales consiguieron la victoria gracias en parte al desastroso partido de West y Baylor, que consiguieron 7 de 24 y 11 de 31 lanzamientos a canasta respectivamente. El marcador fue finalmente de 107-101. Pero los Lakers se recompusieron en el segundo encuentro, dando la sorpresa y derrotando a los Celtics 123-113.
Ambos equipos se trasladaron a The Forum para disputar el tercer partido, donde los Celtics le devolvieron la moneda a los californianos, ganando 127-119. Pero dos días más tarde, 38 puntos de West y 30 de Baylor hicieron que la eliminatoria quedara emparada a 2, logrando la victoria por 118-105, con su entrenador, van Breda Kolff, expulsado del encuentro. La victoria sin embargo resultó amarga, ya que West se lesionó en la rodilla en los últimos instantes del partido, y parecía peligrar su participación en el resto de la serie.
Pero en el retorno al Garden, finalmente pudo jugar, y anotar 35 puntos, pero no fueron suficientes para derrotar a Boston, quien se marchó de 19 puntos en el marcador en el primer cuarto, que fueron finalmente insalvables para los Lakers. Finalmente, victoria para Celtics por 120-117, con 31 puntos de Havlicek y 26 de Don Nelson.
Ya en el sexto encuentro, disputado en Los Ángeles, Russell, jugador-entrenador de los Celtics, puso a Sam Jones a jugar de alero, forzando a van Breda Kolff a alinear a un equipo más alto. La estrategia funcionó para los irlandeses, que ya en el descanso ganaban por 20 puntos, para acabar con un cómodo 124-109. Havlicek anotó 40 puntos, mientras que Bailey Howell consiguió 30.